# Dwudziesty ósmy rząd Izraela
Dwudziesty ósmy rząd Izraela – rząd Izraela, sformowany 6 lipca 1999, którego premierem został Ehud Barak z koalicji Jeden Izrael. Rząd został powołany przez koalicję mającą większość w Knesecie XV kadencji, po wyborach w 1999 roku. Funkcjonował do 7 marca 2001, kiedy to powstał rząd premiera Ariela Szarona.